# Korunovační kuřecí salát
Korunovační kuřecí salát (anglicky coronation chicken) je pokrm anglické kuchyně. Jde o kousky kuřecího masa v kořeněné majonézové omáčce, které lze konzumovat jako salát nebo jako náplň v sendvičích. V klasické verzi salátu je kuře obvykle ochuceno kari kořením ve formě prášku či pasty, čímž celý pokrm získá typickou jasně žlutou barvu. Jako doplňkové přísady lze přidat další druhy koření, čerstvé bylinky, mandlové vločky, rozinky či crème fraîche. Korunovační salát byl poprvé připraven u příležitosti korunovace britské královny Alžběty II. v roce 1953 a od té doby se stal běžnou součástí britské kuchyně.

## Historie a současnost
Autorství receptu na tuto formu kuřecího salátu je připisováno food spisovatelce a aranžérce květin Constance Spryové a šéfkuchařce Rosemary Humeové, v té době ředitelkám londýnské školy vaření Cordon Bleu Cookery School ze sítě Le Cordon Bleu. Tehdejší ministr prací David Eccles požádal školu v roce 1953 o přípravu jednoduchého, ale zároveň dostatečně reprezentativního jídla pro delegaci 350 zahraničních hostů, kteří měli dorazit na korunovaci královny Alžběty II. Slavnostní oběd měl být podáván ve Westminster School a servírován tamními studenty. Školní kuchyně byla ale příliš malá na to, aby byla schopna připravit větší množství teplého jídla, takže bylo vytvořeno „coronation chicken“: v originální verzi kuře pošírované ve vodě a víně, obalené ve smetanové omáčce z majonézy, šlehačky, meruňkového a rajčatového protlaku, kari, citronu, pepře a červeného vína, doplněné vydatně ochuceným salátem z rýže, zeleného hrášku a chilli papričkami pimientos a podávané za studena, pod názvem „Poulet Reine Elizabeth“. Inspirace pro tento recept, stejně jako míra zásluh obou spoluautorek na jeho vzniku, zůstává nicméně nejasná.

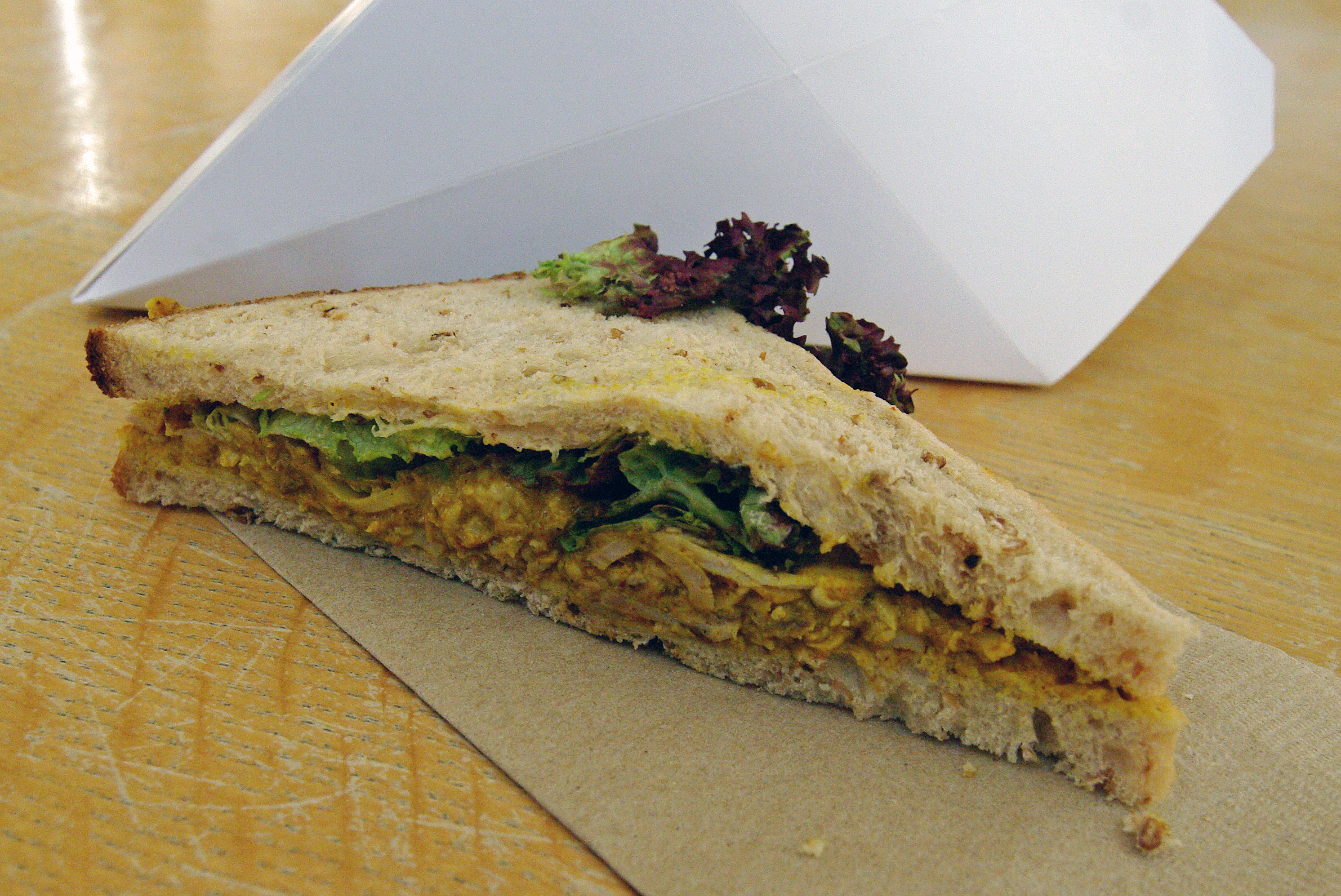
Sendvič plněný korunovačním kuřecím salátem

V době svého vzniku bylo korunovační kuře luxusním jídlem, protože ve Velké Británii platil až do roku 1954 přídělový systém na jídlo, zavedený během druhé světové války. V roce 1956 byl recept poprvé zařazen do známé Constance Spry Cookery Book a od té doby byl součástí všech vydání této kuchařské knihy. Kuřecí maso se postupně stalo dostupnější a běžnější surovinou, což způsobilo, že i korunovační salát se stal běžným jídlem na britských oslavách. Největší popularity v rámci země a Commonwealthu obecně dosáhl v sedmdesátých a osmdesátých letech 20. století. Rovněž se stal stálou součástí oslav v britské královské rodině, každoročně s tajným, mírně poupraveným receptem.
Posléze byla vytvořena řada variant salátu, většinou značně vzdálených originální verzi. Své verze vytvořili i někteří známí šéfkuchaři, včetně Hestona Blumenthala, který své korunovační kuře s dalšími druhy koření, rozinkami sultánkami a semínky nigelly podával na zahradní slavnosti u příležitosti diamantového jubilea Alžběty II. v roce 2012. V současné době je korunovační salát podáván i na oslavách běžných Britů, vyráběn také průmyslově a nabízen v britských restauracích, kavárnách a obchodech, typicky jako náplň sendvičů.